# Na borkách
Na borkách (293 m n. m.) je vrch v okrese Trutnov Královéhradeckého kraje, ležící v jihovýchodní části města Dvůr Králové nad Labem, na příslušném katastrálním území a území Žirecká Podstráň.

## Geomorfologické zařazení
Vrch náleží do celku Jičínská pahorkatina, podcelku Bělohradská pahorkatina a okrsku Královédvorská niva, případně do okrsku Královédvorská kotlina a podokrsku Žirečská kotlina.

## Přístup
Vrch je snadno dostupný, jelikož leží při jižní straně silnice Dvůr Králové nad Labem – Žireč. Východním sousedstvím vrchu vede červená turistická trasa.